# Josef Šebestík

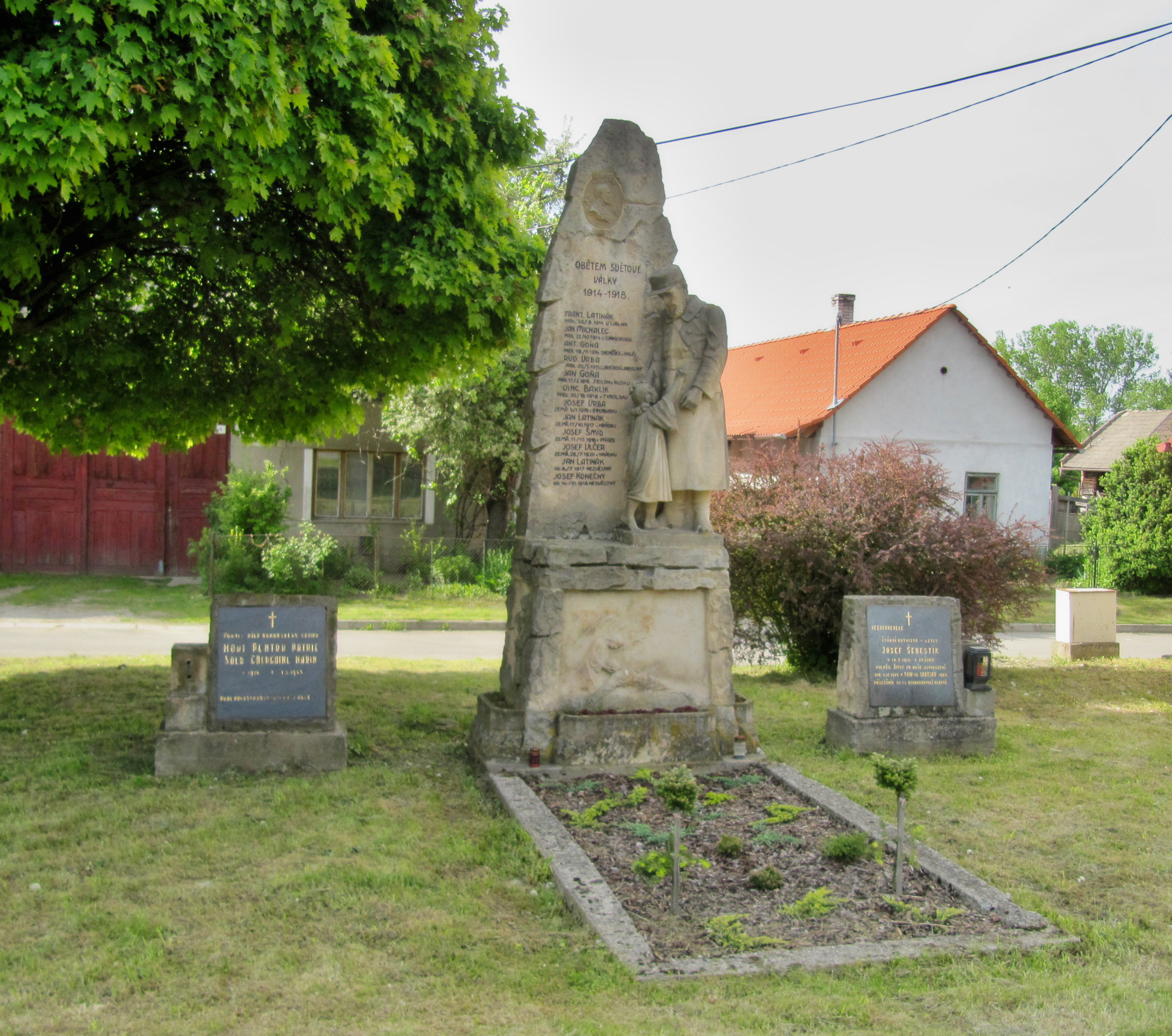
Pomník obětem první světové války v Hrádku, vpravo od něj pomník Josefa Šebestíka

Josef Šebestík (16. května 1916 Hrádek na Vlárské dráze – 4. prosince 1944 Tain) byl pilotem 311. československé bombardovací perutě RAF a obětí druhé světové války.

## Život

### Před druhou světovou válkou
Josef Šebestík se narodil 16. května v Hrádku na Vlárské dráze u Slavičína v rodině rolníka a řezníka Antonína Šebestíka a Alžběty rozené Goňové. Vychodil obecnou školu v rodné vsi, měšťanskou a pokračovací pak v nedalekém Slavičíně, kde se i vyučil strojním zámečníkem. Učení ukončil v roce 1934, následně rok pracoval jako dělník v Lipníku nad Bečvou v místních kovozávodech. Mezi lety 1935 a 1936 byl několik měsíců nezaměstnaný, v únoru 1936 nastoupil jako kopáč u firmy Baťa ve Zlíně. Po měsíci přešel do gumárenského provozu, kde pracoval jako kalandrista. Dne 27. září 1938 nastoupil prezenční vojenskou službu v Brně.

### Druhá světová válka
Po německé okupaci opustil Josef Šebestík v 12. prosince 1939 Protektorát Čechy a Morava a přes Slovensko, Maďarsko, Jugoslávii, Řecko, Turecko, Sýrii a Bejrút se dostal do Francie. Zde byl 30. března 1940 v Agde zařazen do vznikající československé zahraniční jednotky a to k jezdecké, následně pak k pomocné eskadroně. Po pádu Francie v červnu 1940 se přesunul do Velké Británie, kde byl 21. září téhož roku přijat do Royal Air Force a zařazen jako dílenský mechanik. Po absolvování patřičného kurzu byl 28. února 1941 přiřazen k 311. československé bombardovací peruti. Během let 1942 a 1943 byl vyškolen na pilota bombardéru, načež byl 29. března opět zařazen k 311. peruti a 29. dubna téhož roku absolvoval na pozici druhého pilota svůj první operační let. Peruť v té době provozovala protiponorkové hlídkové lety nad oceánem. Dne 4. prosince 1944 zahynul s celou posádkou při pádu stroje Consolidated B-24 Liberator "O" FL-981 pod velením Štěpána Petráška, který se zřítil po startu ke cvičnému nočnímu letu u skotského města Tain. Pohřben je na hřbitově St. Duthus v Tainu v hrobě č. F-16. Dosáhl hodnosti rotného.

## Rodina
Sestrou Josefa Šebestíka byla Vlasta, vdaná Bačová, účastnice protinacistického odboje ve skupině vedené jejím manželem a švagrem Josefa Šebestíka vrchním strážmistrem četnictva Ludvíkem Bačou. Oba manželé byli popraveni 1. července 1942 v brněnských Kounicových kolejích.

## Ocenění

### Vyznamenání
- 1944 Pamětní medaile československé armády v zahraničí

### Posmrtná ocenění
- Josef Šebestík byl v roce 1991 in memoriam povýšen do hodnosti podplukovníka
- Josefu Šebestíkovi byl v rodném Hrádku na Vlárské dráze vztyčen pomník[4]